# Championnat d'Espagne féminin de football 2022-2023
 (août 2022).
Si vous disposez d'ouvrages ou d'articles de référence ou si vous connaissez des sites web de qualité traitant du thème abordé ici, merci de compléter l'article en donnant les références utiles à sa vérifiabilité et en les liant à la section « Notes et références ».
Navigation
Édition précédente Édition suivante
La saison 2022-2023 de Primera División Femenina, est la trente-cinquième édition du championnat d'Espagne féminin de football. La compétition est organisée, pour la première fois, par la LPFF. 
Le FC Barcelone est le tenant du titre.
Le début du championnat est perturbé par une grève des arbitres, réclamant des salaires plus élevés. De ce fait, la 1re journée de championnat est reporté à une date ultérieure.

## Organisation
La compétition est disputée par 16 équipes qui s'affrontent chacune deux fois (un match sur le terrain de chaque équipe) selon un ordre préalablement établi par tirage au sort.
Les équipes marquent des points en fonction de leurs résultats : 3 points par match gagné, 1 pour un match nul et 0 pour les défaites. Le club qui accumule le plus de points à la fin du championnat est proclamé champion d'Espagne et obtient une place dans la Ligue des champions féminine pour la saison suivante.
Les deux derniers classés sont relégués en deuxième division.

## Participantes
| \| Madrid: Atlético de Madrid Madrid CFF Real Madrid Alhama CF Athletic Club FC Barcelone Deportivo Alavés SC Huelva Levante UD Levante Las Planas Madrid Real Sociedad Séville FC Real Betis UDG Tenerife Valence CFF Villarreal CF \| Localisation des clubs engagés. |
| Madrid: Atlético de Madrid Madrid CFF Real Madrid Alhama CF Athletic Club FC Barcelone Deportivo Alavés SC Huelva Levante UD Levante Las Planas Madrid Real Sociedad Séville FC Real Betis UDG Tenerife Valence CFF Villarreal CF                                       |

| Pos. | Reléguées en deuxième division |
| ---- | ------------------------------ |
| 15e  | SD Eibar                       |
| 16e  | Rayo Vallecano                 |

| Pos.     | Promues en première division |
| -------- | ---------------------------- |
| 1er Nord | Levante Las Planas           |
| 1er Sud  | Alhama CF                    |

| Club                                | Ville               | Stade                                    | Capacité | Classement 2021-2022 |
| ----------------------------------- | ------------------- | ---------------------------------------- | -------- | -------------------- |
| Futbol Club Barcelona               | Barcelone           | Stade Johan-Cruyff                       | 6 000    | 1er                  |
| Real Sociedad                       | Saint-Sébastien     | Instalaciones de Zubieta                 | 2 500    | 2e                   |
| Real Madrid Club de Fútbol          | Madrid              | Stade Alfredo-Di-Stéfano                 | 6 000    | 3e                   |
| Club Atlético de Madrid             | Madrid              | Centro Deportivo Wanda                   | 2 700    | 4e                   |
| Unión Deportiva Granadilla Tenerife | Granadilla de Abona | Municipal La Palmera                     | 3 000    | 5e                   |
| Levante Unión Deportiva             | Valence             | Ciudad Deportiva de Buñol                | 3 000    | 6e                   |
| Athletic Club                       | Bilbao              | Instalaciones de Lezama                  | 3 200    | 7e                   |
| Sevilla Fútbol Club                 | Séville             | Ciudad Deportiva Ramón Cisneros Palacios | 7 500    | 8e                   |
| Real Betis Balompié                 | Séville             | Ciudad Deportiva Luis del Sol            | 1 300    | 9e                   |
| Sporting Club de Huelva             | Huelva              | Campo del C.D. Lamiya                    | 1 500    | 10e                  |
| Deportivo Alavés                    | Vitoria-Gasteiz     | Ciudad Deportiva José Luis Compañón      | 2 000    | 11e                  |
| Villarreal Club de Fútbol           | Vila-Real           | Ciudad Deportiva del Villarreal CF       | 5 000    | 12e                  |
| Madrid Club de Fútbol Femenino      | Madrid              | Estadio Municipal Matapiñonera           | 3 000    | 13e                  |
| Valencia Club de Fútbol Femenino    | Valence             | Estadio Municipal Antonio Puchades       | 3 000    | 14e                  |
| Fútbol Club Levante Las Planas      | Sant Joan Despí     | Campo de Fútbol Las Planas               | 1 000    | 1er (SD Nord)        |
| Alhama Club de Fútbol               | Alhama de Murcia    | Complejo Deportivo Guadalentín           | 1 500    | 1er (SD Sud)         |

## Compétition

### Classement
Le classement est établi sur le barème de points classique (victoire à 3 points, match nul à 1, défaite à 0).
Pour départager les égalités, on tient d'abord compte des points en confrontations directes, puis de la différence de buts en confrontations directes, puis de la différence de buts générale, puis du nombre de buts marqués et enfin du nombre de points de fair-play.
| Rang | Équipe               | Pts | J  | G  | N  | P  | Bp  | Bc | Diff |
| ---- | -------------------- | --- | -- | -- | -- | -- | --- | -- | ---- |
| 1    | FC Barcelone T S C1  | 85  | 30 | 28 | 1  | 1  | 118 | 10 | +108 |
| 2    | Real Madrid          | 75  | 30 | 24 | 3  | 3  | 80  | 25 | +55  |
| 3    | Levante UD           | 66  | 30 | 21 | 3  | 6  | 80  | 34 | +46  |
| 4    | Atlético de Madrid C | 57  | 30 | 16 | 9  | 5  | 54  | 35 | +19  |
| 5    | Madrid CFF           | 56  | 30 | 17 | 5  | 8  | 65  | 48 | +17  |
| 6    | UDG Tenerife         | 40  | 30 | 11 | 7  | 12 | 35  | 44 | -9   |
| 7    | Séville FC           | 40  | 30 | 10 | 10 | 10 | 45  | 44 | +1   |
| 8    | Real Sociedad        | 39  | 30 | 10 | 9  | 11 | 54  | 50 | +4   |
| 9    | Valence CF           | 37  | 30 | 11 | 4  | 15 | 36  | 55 | -19  |
| 10   | Athletic Club        | 35  | 30 | 10 | 5  | 15 | 34  | 44 | -10  |
| 11   | Levante Las Planas P | 26  | 30 | 6  | 8  | 16 | 24  | 61 | -37  |
| 12   | Real Betis           | 25  | 30 | 6  | 7  | 17 | 26  | 62 | -36  |
| 13   | SC Huelva            | 25  | 30 | 6  | 7  | 17 | 24  | 54 | -30  |
| 14   | Villarreal CF        | 23  | 30 | 5  | 8  | 17 | 27  | 65 | -38  |
| 15   | Alhama CF P          | 21  | 30 | 5  | 6  | 19 | 24  | 57 | -33  |
| 16   | Deportivo Alavés     | 21  | 30 | 5  | 6  | 19 | 35  | 73 | -38  |

Qualifications européennes
Ligue des champions 2023-2024
- 1er : phase de groupes
- 2e : deuxième tour de qualification
- 3e : premier tour de qualification

Relégation en Primera Federación 2023-2024
- 15e et 16e : relégation

Abréviations
- T : Tenant du titre
- C : Vainqueur de la Coupe de la Reine 2022-2023
- S : Vainqueur de la Supercoupe d'Espagne 2022-2023
- C1 : Vainqueur de la Ligue des champions 2022-2023
- P : Promus de Segunda División PRO 2021-2022

### Résultats
| Résultats (▼dom., ►ext.)                                   | ALA | ALH | ATH | ATM | BAR | BET | HUE | LEV | LLP | MAD | RMA | RSO | SEV | TEN | VAL | VIL |
| Deportivo Alavés                                           |     | 1-1 | 1-1 | 1-2 | 0-4 | 3-1 | 2-1 | 0-2 | 1-0 | 1-2 | 1-3 | 1-5 | 2-0 | 1-1 | 4-1 | 0-4 |
| Alhama CF                                                  | 3-1 |     | 2-1 | 1-3 | 0-2 | 0-2 | 0-0 | 2-3 | 0-0 | 0-3 | 1-5 | 1-1 | 0-0 | 1-0 | 0-1 | 0-1 |
| Athletic Club                                              | 1-0 | 1-0 |     | 1-4 | 0-3 | 2-0 | 3-0 | 0-3 | 2-0 | 0-2 | 0-3 | 1-3 | 1-1 | 0-1 | 0-2 | 1-1 |
| Atlético de Madrid                                         | 1-0 | 1-0 | 1-0 |     | 1-6 | 2-1 | 5-0 | 2-1 | 0-1 | 1-1 | 0-0 | 1-1 | 1-1 | 4-0 | 6-2 | 2-2 |
| FC Barcelone                                               | 8-0 | 4-0 | 3-0 | 4-0 |     | 7-0 | 3-0 | 2-1 | 7-0 | 7-0 | 1-0 | 2-1 | 4-0 | 2-0 | 5-1 | 5-0 |
| Real Betis                                                 | 1-1 | 1-2 | 1-0 | 1-1 | 0-3 |     | 0-0 | 0-7 | 1-2 | 1-3 | 1-3 | 0-0 | 3-0 | 1-2 | 0-1 | 1-1 |
| SC Huelva                                                  | 2-2 | 1-0 | 2-3 | 1-3 | 0-3 | 0-1 |     | 0-3 | 2-0 | 1-2 | 0-1 | 0-2 | 1-1 | 2-2 | 0-0 | 1-1 |
| Levante UD                                                 | 2-1 | 3-1 | 2-0 | 2-1 | 0-4 | 4-0 | 3-0 |     | 5-0 | 2-1 | 2-2 | 4-1 | 5-1 | 2-0 | 1-1 | 3-1 |
| Levante Las Planas                                         | 1-0 | 3-1 | 0-1 | 1-2 | 0-4 | 2-2 | 1-2 | 1-1 |     | 2-2 | 1-4 | 1-0 | 1-1 | 2-3 | 0-3 | 2-2 |
| Madrid CFF                                                 | 5-1 | 6-2 | 3-2 | 2-2 | 2-1 | 4-0 | 2-3 | 1-0 | 3-1 |     | 0-4 | 2-2 | 0-0 | 2-0 | 3-1 | 1-2 |
| Real Madrid                                                | 7-1 | 5-1 | 2-1 | 1-0 | 0-4 | 4-0 | 1-0 | 3-2 | 3-0 | 3-2 |     | 4-1 | 2-0 | 0-1 | 2-0 | 2-1 |
| Real Sociedad                                              | 6-5 | 2-1 | 1-1 | 1-2 | 2-5 | 2-2 | 4-0 | 3-4 | 3-0 | 0-2 | 1-1 |     | 0-3 | 1-1 | 4-0 | 2-0 |
| Séville FC                                                 | 4-2 | 2-0 | 1-1 | 1-3 | 1-1 | 3-0 | 1-0 | 2-4 | 5-0 | 4-2 | 0-2 | 2-2 |     | 2-2 | 2-0 | 1-0 |
| UDG Tenerife                                               | 1-1 | 0-0 | 0-2 | 1-1 | 0-6 | 0-2 | 2-0 | 0-1 | 0-1 | 5-2 | 2-3 | 2-1 | 3-1 |     | 1-0 | 2-0 |
| Valence CF                                                 | 2-1 | 1-3 | 1-2 | 0-1 | 0-4 | 3-0 | 1-2 | 4-2 | 1-1 | 0-2 | 1-6 | 2-1 | 2-0 | 2-1 |     | 2-0 |
| Villarreal CF                                              | 1-0 | 3-1 | 1-6 | 1-1 | 1-4 | 0-3 | 2-3 | 0-6 | 0-0 | 0-3 | 0-4 | 0-1 | 0-5 | 1-2 | 1-1 |     |
| - Victoire à domicile - Match nul - Victoire à l'extérieur |     |     |     |     |     |     |     |     |     |     |     |     |     |     |     |     |

## Statistiques

### Meilleures buteuses
| Rang | Joueuse                | Club               | Buts |
| ---- | ---------------------- | ------------------ | ---- |
| 1    | Alba Redondo           | Levante UD         | 28   |
| 2    | Racheal Kundananji     | Madrid CFF         | 25   |
| 3    | Asisat Oshoala         | FC Barcelone       | 21   |
| 4    | Caroline Weir          | Real Madrid        | 19   |
| 5    | Esther González        | Real Madrid        | 16   |
| 6    | Mayra Ramírez          | Levante UD         | 14   |
| 7    | Sheila Guijarro        | Villarreal CF      | 13   |
| 8    | Amaiur Sarriegi        | Real Sociedad      | 12   |
| 8    | Irina Uribe            | Levante Las Planas | 12   |
| 8    | Cristina Martín-Prieto | Séville FC         | 12   |

### Meilleures passeuses
| Rang | Joueuse                | Club          | Passes |
| ---- | ---------------------- | ------------- | ------ |
| 1    | Nerea Eizaguirre       | Real Sociedad | 12     |
| 1    | Caroline Weir          | Real Madrid   | 12     |
| 3    | Mayra Ramírez          | Levante UD    | 11     |
| 4    | Aitana Bonmatí         | FC Barcelone  | 10     |
| 5    | Nataša Andonova        | Levante UD    | 9      |
| 6    | Claudia Pina           | FC Barcelone  | 8      |
| 6    | Fridolina Rolfö        | FC Barcelone  | 8      |
| 6    | Patricia Guijarro      | FC Barcelone  | 8      |
| 9    | Aida Esteve            | Madrid CFF    | 7      |
| 9    | Ana-Maria Crnogorčević | FC Barcelone  | 7      |

## Bilan de la saison
| Championnat d'Espagne féminin de football 2022-2023 |                         |
| Champion                                            | FC Barcelone (8e titre) |
| Dauphin                                             | Real Madrid             |
| Coupes et trophées                                  |                         |
| Vainqueur de la Coupe d'Espagne 2022-2023           | Atlético de Madrid      |
| Vainqueur de la Supercoupe d'Espagne 2022-2023      | FC Barcelone            |
| Qualifications continentales                        |                         |
| Ligue des champions 2023-2024                       | FC Barcelone            |
| Ligue des champions 2023-2024                       | Real Madrid             |
| Ligue des champions 2023-2024                       | Levante UD              |
| Promotions et relégations                           |                         |
| Promus en Primera División                          | SD Eibar                |
| Promus en Primera División                          | Grenade CF              |
| Relégués en Primera Federación                      | Alhama CF               |
| Relégués en Primera Federación                      | Deportivo Alavés        |